# Louis Hachette

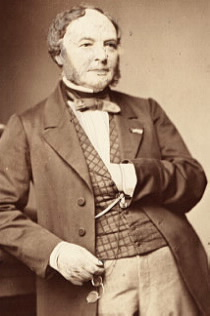
Louis Hachette (1854)

Louis Christophe François Hachette (* 5. Mai 1800 in Rethel, Département Ardennes; † 31. Juli 1864 im  Château du Plessis-Piquet, Département Hauts-de-Seine) war ein französischer Buchhändler und Verleger.

## Leben
Hachette war ein Sohn von Jean Hachette († 1837) und dessen Frau Élisabeth (geborene Ledouble; † 8. Januar 1862). Er hatte noch eine Schwester und einen jüngeren Bruder Eduard Hachette, der im Alter von 20 Jahren starb. Da Hachettes Vater durch Spekulationen sein Geld verloren hatte, trat als Feldapotheker in den Dienst der kaiserlichen Garde ein, nahm mit dieser nahm er an den Napoleonischen Feldzügen teil und kehrte 1817 zu seiner Familie zurück. Er wurde anschließend als Helfer in einem Pariser Hospital angestellt. Hachette besuchte zunächst die öffentliche Schule, die sich neben der Kirche St. Séverin befand. Später wurde er als Kostgänger am Lycée impérial aufgenommen. In den Sommermonaten stand er bereits um 1 Uhr morgens auf, um sich dem Studium der Literatur zu widmen, wobei er sich intensiv mit den Griechischen Tragödien befasste und sich den neueren Sprachen, wie dem Englischen zuwandte. Für seinen Fleiß wurde er mit einer goldenen Medaille belohnt. Ab 1822 erteilte Hachette Privatunterricht, um seine Familie zu unterstützen und sich seinen Lebensunterhalt zu verdienen. Von seinen Verwandten borgte er sich ein kleines Kapital, um eine eigene Schule zu gründen. Dieser Plan scheiterte jedoch, da ihm die notwendige Zustimmung der Behörden verweigert wurde. Er fasste daraufhin den Entschluss, sich der Literatur zuzuwenden und sich selbständig zu machen.

## Buchhandlung Hachette
Hachette gründete 1826, mit dem von seinem Onkel vorgestreckten Geld, eine anfänglich kleine, bescheidene Buchhandlung mit angeschlossenem Verlag in Paris. Dafür erwarb er von einem Herrn Brédif ein kleines Geschäft, das sich in einem Eckhaus in der Rue Pierre-Sarrazin im 6. Arrondissement befand. Sein Ziel war es gute Schulbücher zu verlegen und so Grundlagen zu schaffen, um den schulischen Unterricht zu verbessern und die Bildung der „einfachen Leute“ durch Hand- und Lehrbücher, pädagogische Zeitschriften, Wörterbücher u. ä. zu steigern. Anfangs verlegte er einige untergeordnete Elementar-Schulbücher. Dann kamen griechische, lateinische und französische Klassiker hinzu, die mit Anmerkungen und Erläuterungen versehen waren und die durch ihren günstigen Preis ebenfalls weite Verbreitung fanden. Zuletzt erweiterte er das Angebot und gab Grammatiken und Wörterbücher heraus. Die anfänglichen Schwierigkeiten konnte er bald überwinden und es gelang ihm Autoren an seinen Verlag zu binden. Der Abſatz seiner Schulbücher entwickelte sich rasant. In seinem Geschäft stand ihm seine Frau als Gehilfin zur Verfügung, die in geschäftlichen Angelegenheiten auch als seine rechte Hand fungierte.

## Revolutionen und Umbrüche
Hachette beteiligte sich aktiv an der Revolution von 1830. Doch die daran anschließende Choleraepidemie  fügte seinem Unternehmen schwere Verluste zu, die ihn fast an den Rand des Ruins brachten und er beinahe seine Selbständigkeit hätte aufgeben müssen. Er erkannte schnell, dass der geringen Bildungsgrad der einfachen Bevölkerung ein Grundübel seiner Nation war. Um dem entgegenzuwirken und das Volk auf eine höhere Stufe zu bringen, tat er sich mit Ambroise Firmin Didot und dem Verleger Pitois-Levrault zusammen und stellte der Regierung gratis eine große Anzahl an Elementarbüchern zur Verfügung, um sie unentgeltlich an den Schulen zu verteilen. Gemeinsam mit diesen Partnern und Jules Renouard gründete er 1832 die Zeitschrift, Manuel général de l’instruction primaire, deren alleiniger Besitzer er später wurde.
Als 1848 die Zweite Französische Republik ausgerufen wurde, kam es auch zu Veränderungen im Geschäftswesen. Deshalb gründete Hachette zusammen mit Geschäftsfreunden eine Diskontbank, das „Comptoir national d’escompte de Paris“ (ab 1966 Teil der BNP Paribas).

## Eröffnung neuer Verkaufsstellen
Im Jahr 1852/1853 gründete Hachette die Bibliothèque des chemins de fer. Um diese an den Hauptbahnhöfen und bei großen Buchhändlern verkauft zu können, musste er bei den Eisenbahndirektionen in Frankreich ein Privilegium erwerben, das es ihm erlaubte Verkaufsstellen von Büchern in den Wartehallen der Stationen einzurichten. Dort wurden den Reisenden von seinen Angestellten Bücher der Bibliothèque, Werke aus seinem Verlag und anderer Verleger angeboten. Dies führte schnell zu Unmut bei den anderen Buchhändler, die seine so geschaffene Monopolstellung scharf angriffen und eine Freigabe für die Konkurrenz verlangten. Die Streitigkeiten gingen jedoch zu seinen Gunsten aus. Im Jahr 1861 wies sein Unternehmen einen Umſatz 196 950 Franc aus. Er beschäftigte rund 350 Frauen, zumeist Angehörige von Eisenbahnbeamten, die für den Verkauf zuständig waren. Dies war unter anderem eine Forderung der Bahndirektionen gewesen, um so ihre Beamten am Geschäft zu beteiligen. Die Frauen erhielten 15 % des Erlöses und die Direktion weitere 10 %, der Rest wurde an Hachette abgeführt.

## Neue Reihen derBibliothèque
Durch den Erfolg beflügelt wurde die Bibliothèque variée gegründet, zu deren Mitarbeitern namhafte französischen Schriftsteller der Neuzeit zählten, so beispielsweise Edmond About, François Guizot, Victor Hugo, Alphonse de Lamartine, Charles-Augustin Sainte-Beuve, George Sand, Jules Simon. Veröffentlicht wurden darin unter anderem ausländische Klassiker, Reisebeschreibungen oder Memoiren. Es folgten bald Bibliothèque rose und die Bibliothèque des romans étrangers, sowie Les grands écrivains de la France, in der, unter Redaktion von Adolphe Régnier, französische Klassiker abgedruckt wurden. 1855 begründete Hachette die Zeitschrift Le journal pour tous und etwas später die Le Tour du monde, die gleich beim Erscheinen großen Erfolg erzielte. Er verkaufte zudem die Klischees, die zur Illustration ähnlicher Werke in ganz Europa zum Einsatz kamen. Ab 1850 wurde Hachette von Louis Bréton und dessen Cousin Émile Templier unterstützt. 1870 trat R. Fouret als Teilhaber ein. Als Geschäftsmann war er Mitglied der Comptoir d’escompte von Paris und setzte sich in zahlreichen Aufsätzen und Gutachten für den Schutz des literarischen und künstlerischen Eigentums (Urheberrecht) ein.
Der Verlag Hachette betrieb ein bedeutendes Kommissionsgeschäft für Frankreich und das Ausland und hatte seit 1859 eine Filiale in London. Der Verlag Breitkopf & Härtel in Leipzig übernahm die Auslieferung der Werke aus dem umfangreichen Musikalienverlag für Deutschland, Österreich–Ungarn und Nordamerika. Die Firma Carl Ulrich & Co. in Charlottenburg fungierte als Agentur für das Klischeegeschäft und die Erwerbung der Uebersetzungsrechte.

## Château du Plessis-Piquet

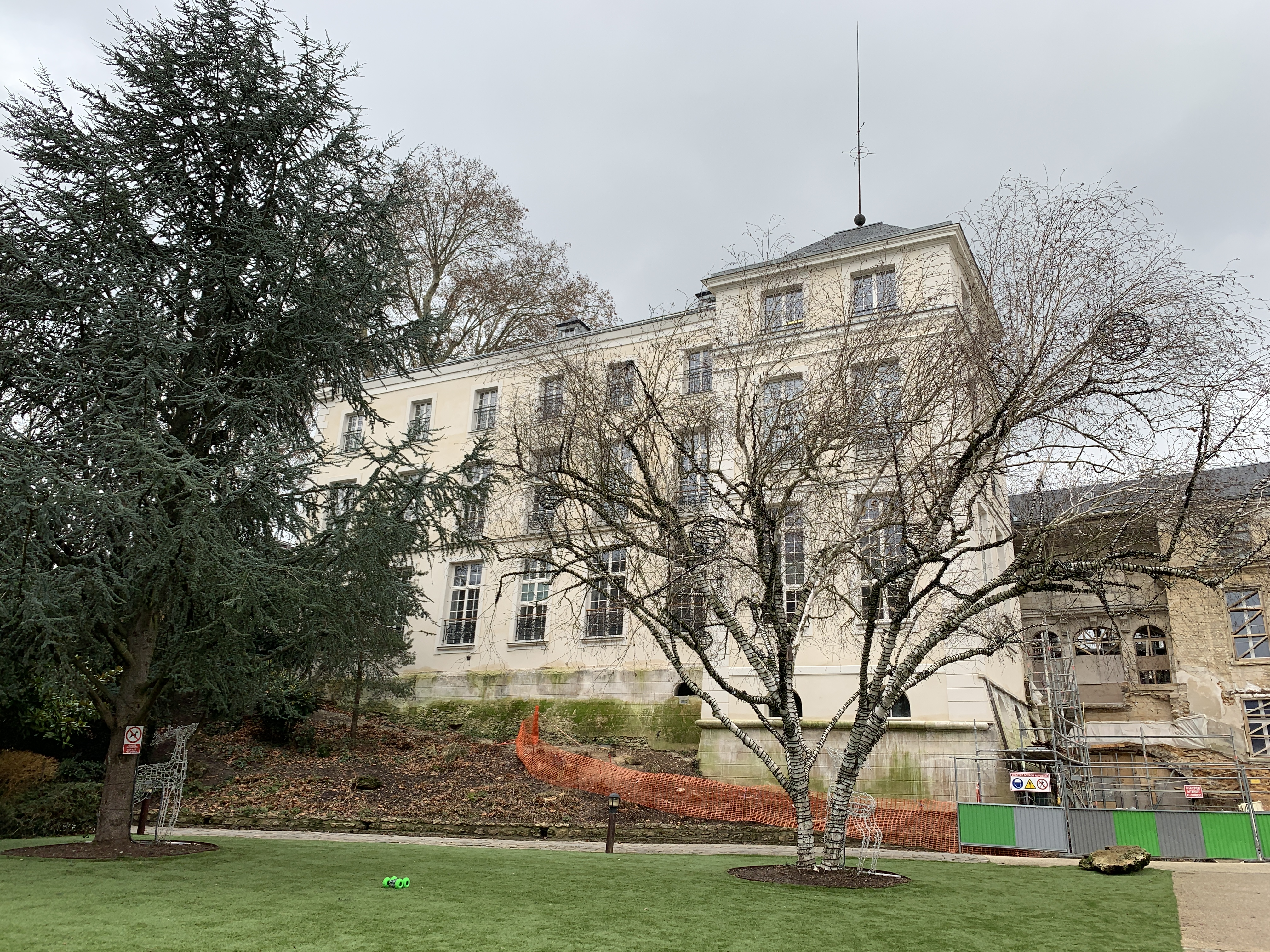
Le Plessis-Robinson (vormals Château du Plessis-Piquet)

Hachette erwarb 1854 ein Anwesen im Département Hauts-de-Seine, das er als Zweitwohnsitz nutzte. Hier beherbergte er zeitweise Mitglieder der Pariser Intelligenzia, Künstler und Schriftsteller oder organisierte Jagdausflüge. Auch Louis Bréton und Émile Templier lebten hier. Hachette wurde 1856  für ein Jahr dort zum Bürgermeister gewählt, zog jedoch sein Mandat als Gemeinderat vor. Ebenso wie später auch sein Sohn Georges, engagierte er sich stark in dieser Stadt und stattete die Bibliothek mit zahlreichen Werken aus. Nach seinem Tod behlielten Georges und später dessen Witwe Marie das Anwesen noch bis 1915.

## Auszeichnungen (Auswahl)
- 21. August 1860: Ritter der Ehrenlegion[5]

## Familie
Hachette war zweimal verheiratet,:
- am 17. Februar 1827 mit Amélie Catherine Marie Agathe (geborene Barbedienne; 1803–1832), mit der er vie Kinder hatte, von denen zwei als Kleinkinder starben:
  - Marie-Joséphine Hachette (1828–1831)
  - Marie Hachette (1830–1831)
  - Louise-Agathe Hachette (1829–1900) ⚭ Émile Templier (1820–1891)
  - Alfred-Louis (oder Louis-Alfred) Hachette (1832–1872)
- am 29. Januar 1836 mit Pauline Catherine (geborene Royer, Witwe des Jean-Maurice-Edouard Âuza; 1804–1872),[6] mit der er einen Sohn hatte
  - Jean-Georges Hachette (1838–1892)

Louis Bréton (17. November 1817 – 19. August 1883) war ein Sohn eines Notars und Deputierten der Stadt Paris zur Zeit der Restauration. Sein Vater war ein Freund und Berater Hachettes, der ihn bei den schwierigen Anfängen seiner Unternehmungen unterstützt hatte. Als Hachette 1841 schwer erkrankte hatte er Bréton als Teilhaber aufgenommen, der seit zwei Jahren sein Gehilfe war. Er war der Cousin von Émile Templier und späterer Geschäftspartner Alfred-Louis Hachettes.

## Verlegte Werke (Auswahl)
- Bibliothèque des chemins de fer
- Bibliothèque variée
- Bibliothèque des meilleurs romans étrangers
- Bibliothèque populaire
- Bibliothèque rose illustrée
- Bibliothèque des merveilles

Enzyklopädien
- Littré’s dictionnaire de la langue francaise
- Sonnet’s dictionnaire des mathématiques appliquées

Reisehandbücher
- Guides Joannes oder Collections des guides et itinéraires (redigiert von Adolphe Joanne u. a., mehr als 200 Bände)

Illuſtrierte Prachtbände
- Les Saints Evangiles (mit Zeichnungen von Alexandre Bida).